# Narciarstwo alpejskie na Zimowych Igrzyskach Paraolimpijskich 2010 – zjazd mężczyzn – osoby niewidome
Zawody zostały rozegrane 18 marca na trasie Whistler Creekside.

## Wyniki
| Ranking | NR | Zawodnik                | Państwo | Czas    | Różnica |
| ------- | -- | ----------------------- | ------- | ------- | ------- |
|         | 4  | Jon Santacana Maiztegui | ESP     | 1:18,23 |         |
|         | 7  | Mark Bathum             | USA     | 1:18,63 | +0,40   |
|         | 6  | Gerd Gradwohl           | GER     | 1:20,40 | +2,17   |
| 4       | 8  | Jakub Krako             | SVK     | 1:20,84 | +2,61   |
| 5       | 5  | Nicolas Berejny         | FRA     | 1:20,96 | +2,73   |
| 6       | 11 | Christoph Prettner      | AUT     | 1:21,83 | +3,60   |
| 7       | 1  | Radomir Dudas           | SVK     | 1:21,88 | +3,65   |
| 8       | 12 | Ivan Frantsev           | RUS     | 1:31,89 | +13,66  |
| DNF     | 2  | Bart Bunting            | AUS     |         |         |
| DNF     | 3  | Chris Williamson        | CAN     |         |         |
| DNF     | 9  | Miroslav Haraus         | SVK     |         |         |
| DSQ     | 10 | Gabriel Gorce Yepes     | ESP     |         |         |